# Phymatodes ursae
Phymatodes ursae är en skalbaggsart som beskrevs av Knull 1940. Phymatodes ursae ingår i släktet Phymatodes och familjen långhorningar. Inga underarter finns listade i Catalogue of Life.